# Mark Webber (Schauspieler)

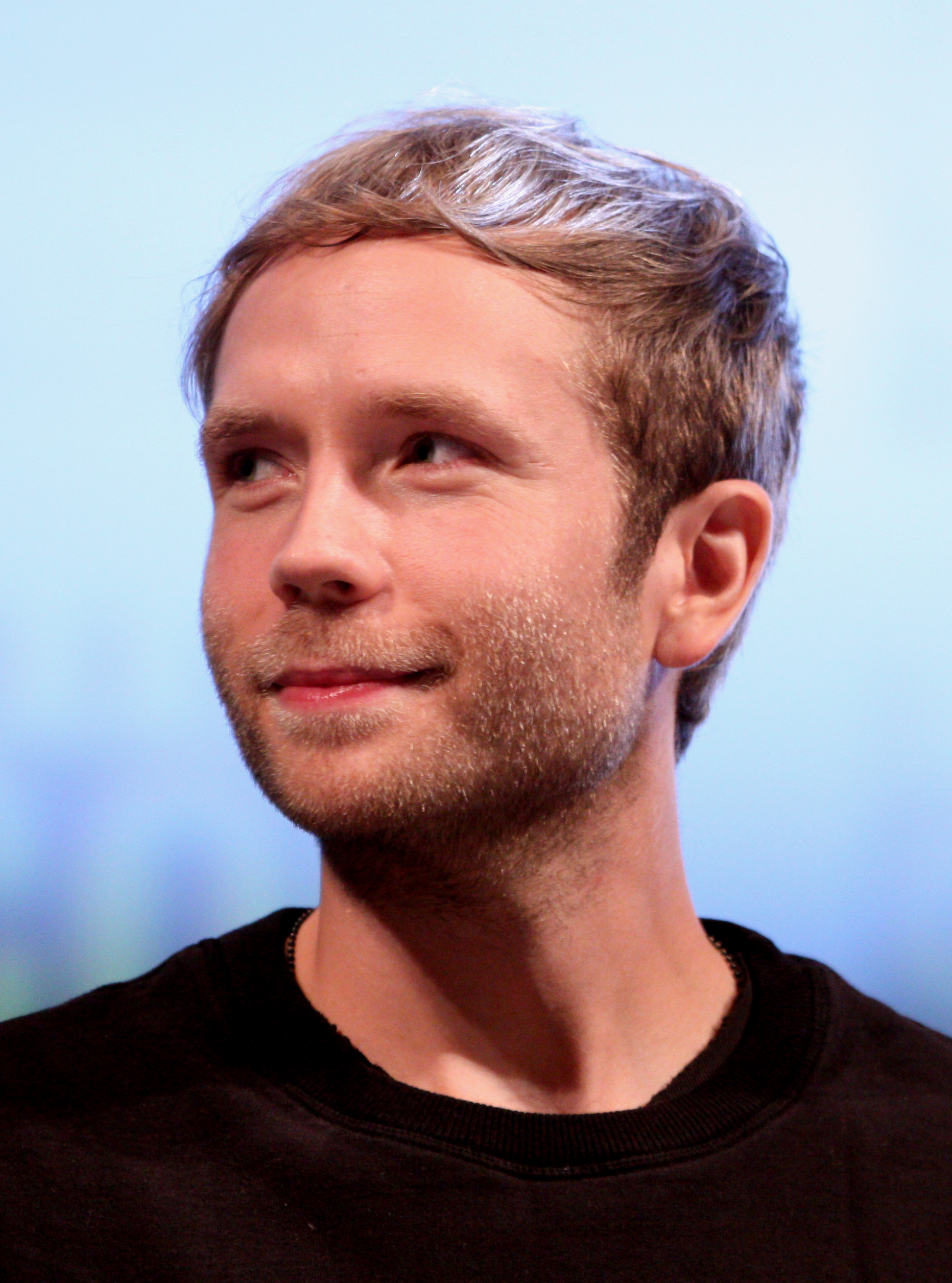
Mark Webber

Mark Webber (* 19. Juli 1980 in Minneapolis, Minnesota) ist ein US-amerikanischer Schauspieler, Regisseur und Drehbuchautor.

## Leben
Mark Webber wuchs in einem Armenviertel in Philadelphia bei seiner alleinstehenden Mutter auf. Er besuchte dort die High School for Creative and Performing Arts. 2007 wurde er für seine Leistungen im Film Just Like the Son als Bester Hauptdarsteller beim Method Fest Independent Film Festival nominiert und gewann den Nachwuchspreis beim Philadelphia Film Festival.
Webber ist seit 1998 als Schauspieler aktiv und war in mehr als 50 Film- und Fernsehproduktionen zu sehen. 2008 gab er mit Explicit Ills sein Debüt als Regisseur und Drehbuchautor. Er inszenierte bislang drei weitere Filme, jeweils basierend auf seinem eigenen Drehbuch.
Seit dem 21. Dezember 2013 ist Mark Webber mit der Schauspielerin Teresa Palmer verheiratet. Beide haben zusammen zwei Söhne (* 2014 und 2016) und zwei Töchter (* 2019 und * 2021). Er hat auch einen weiteren Sohn aus der früheren Beziehung mit Frankie Shaw.

## Filmografie (Auswahl)
Als Schauspieler
- 1999: Whiteboyz
- 1999: Jesus’ Son
- 1999: Drive Me Crazy
- 2000: Animal Factory
- 2000: Schneefrei (Snow Day)
- 2000: Boiler Room
- 2001: Storytelling
- 2002: The Laramie Project
- 2002: Hollywood Ending
- 2002: Im inneren Kreis (People I Know)
- 2002: Bomb the System
- 2004: Winter Solstice
- 2005: Dear Wendy
- 2005: Broken Flowers
- 2006: Just Like the Son
- 2007: Weapons
- 2010: Scott Pilgrim gegen den Rest der Welt (Scott Pilgrim vs. the World)
- 2012: Kein Sex unter dieser Nummer (For a Good Time, Call…)
- 2013: Goodbye World
- 2014: Grow Up!? – Erwachsen werd’ ich später (Laggies)
- 2014: Happy Christmas
- 2014: 13 Sins
- 2014: Jessabelle – Die Vorhersehung (Jessabelle)
- 2015: Uncanny
- 2015: Green Room
- 2016: Antibirth
- 2018: Don’t Worry, weglaufen geht nicht (Don’t Worry, He Won’t Get Far on Foot)
- 2019: The Place of No Words
- 2023: Scott Pilgrim hebt ab (Scott Pilgrim Takes Off, Fernsehserie, Stimme)
- 2024: Trigger Warning

Als Regisseur
- 2008: Explicit Ills
- 2012: The End of Love
- 2014: The Ever After
- 2017: Flesh and Blood
- 2019: The Place of No Words